# Calochortus nigrescens
Calochortus nigrescens là một loài thực vật có hoa trong họ Liliaceae. Loài này được Ownbey miêu tả khoa học đầu tiên năm 1940.